# Nhạc chill-out
Chill-out (viết tắt là chill; cũng được đặt là chillout hoặc chill out) là một hình thức âm nhạc phổ biến được định nghĩa lỏng lẻo, đặc trưng bởi tiết tấu chậm và thư giãn. Định nghĩa về "nhạc chill-out" đã phát triển trong suốt nhiều thập kỷ và thường đề cập đến bất kỳ thể loại nhạc nào có thể được coi là loại nhạc dễ nghe hiện đại. Một số thể loại liên quan đến "chill" bao gồm EDM, downtempo, nhạc cổ điển, nhạc dance, jazz, hip hop, world, pop, nhạc phòng chờ và nhạc nền.
Thuật ngữ "nhạc chill-out" - ban đầu được kết hợp với "ambient house" - bắt nguồn từ khu vực có tên "The White Room" tại câu lạc bộ giải trí Heaven ở Luân Đôn vào năm 1989. Ambient house đã trở nên phổ biến rộng rãi trong thập kỷ tiếp theo trước khi bị suy giảm do thị trường bão hòa.
Vào đầu những năm 2000, các DJ ở Ibiza's Café Del Mar bắt đầu tạo ra các bản ambient house hòa âm dựa trên nhạc jazz, nhạc cổ điển, nhạc gốc Tây Ban Nha và nhạc new age. Sự phổ biến của nhạc chill-out sau đó đã mở rộng sang các kênh radio vệ tinh chuyên dụng, các lễ hội ngoài trời và hàng nghìn album tổng hợp. "Chill-out" sau đó được tách khỏi ambient house và trở thành một thể loại riêng biệt.

## Nguồn gốc và định nghĩa

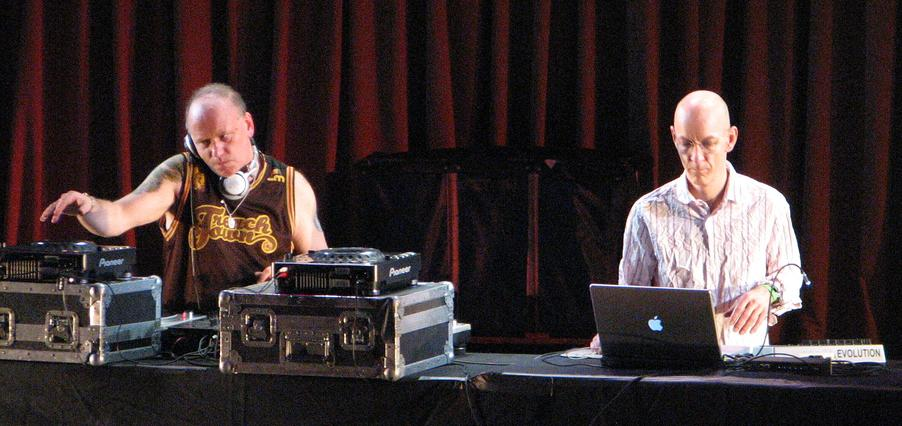
The Orb biểu diễn năm 2006.